# Á.L.L.A.T. a robotbarát
Az Á.L.L.A.T. a robotbarát (AWESOM-O) a South Park című animációs sorozat 116. része (a 8. évad 5. epizódja). Elsőként 2004. április 14-én sugározták az Egyesült Államokban.
A cselekmény szerint Eric Cartman robotként próbál meg Butters Stotch bizalmába férkőzni, ám az akció nem úgy alakul, ahogyan azt Cartman előre eltervezte...

## Cselekmény
|  | Alább a cselekmény részletei következnek! |

Eric Cartman egy „Á.L.L.A.T. 4000” nevű robotnak álcázza magát (mely utalás az ASIMO nevű robotra) és bekopog a gyanútlan Butters Stotchhoz, aki naivan azt hiszi, a robotot ajándékba kapta Japánból. Mint kiderül, Cartman terve az, hogy összebarátkozik Buttersszel és kideríti annak legféltettebb titkait, hogy aztán az iskolában mindenki előtt kigúnyolhassa. Számításaiba azonban hiba csúszik, mert Butters is ismeri Eric legsötétebb titkát: a kertjükben néha Britney Spearsnek öltözve egy kartonból kivágott Justin Timberlake figurával szokott táncolni. Butters ezt videóra is felvette és készen áll az egész iskola előtt levetíteni, ha Cartman ismét keresztbe tesz neki.
Cartman megrémül és feltúrja Butters szobáját a kazetta után, de nem jár sikerrel. Időközben Butters Los Angelesbe utazik a nagynénjéhez és szülei (akik természetesen tudják, hogy a robot valójában Cartmant takarja, de örülnek, hogy fiuknak végre van egy barátja) beleegyeznek, hogy Á.L.L.A.T. is vele tartson.
Hollywoodban a producereknek feltűnik a robot és kölcsönkérik, hogy filmes ötleteket gyártson. Á.L.L.A.T. több mint ezer abszurd forgatókönyves ötlettel áll elő, többségében Adam Sandler főszereplésével. Á.L.L.A.T.–ról nemsokára az amerikai hadsereg is tudomást szerez, melynek vezetősége úgy dönt, elrabolják és fegyverré alakítják a robotot. Akaratlanul kezükre játszik az egyik producer: Megkérdezi Á.L.L.A.T.-ot, hogy be van-e programozva kielégítésre, és letolja a nadrágját. Cartman elmenekül, ekkor a katonaság emberei elkábítják és egy titkos bázisra szállítják.
Cartman megpróbálja bizonyítani a hadseregnek, hogy ő csupán egy átlagos gyerek, de ők azt hiszik, a robot a magas szintű mesterséges intelligenciája miatt tartja magát embernek. Egy tudós kiszabadítja Cartmant, aki ezután felfedni készül valódi kilétét – ekkor viszont belép Butters és könyörögni kezd, ne bántsák a barátját. A hadsereg tábornokát megérinti az eset és megkíméli Á.L.L.A.T. életét. Azonban Cartman váratlanul elszellenti magát, így Butters gyanakodni kezd és rájön az igazságra. Az epizód végén Butters bosszúból South Park összes lakosának és a hadsereg tagjainak is levetíti a Cartman táncát tartalmazó kompromittáló felvételt.

## Utalások
Több utalás történik korábbi epizódokra; Ms. Cartman megemlíti, hogy fia büntetésben van, mert pár héttel korábban megpróbálta kiirtani a zsidókat. Ez valószínűleg utalás A zsidók passiója című részre. Amikor Butters elmondja, Eric hogyan verte át a múltban, több régebbi epizódot is felidéz: Cartman egyszer elhitette vele, hogy meteor csapódott a Földbe és egy hétig tartotta lent egy földalatti bunkerben (Casa Bonita, a mexikói étterem), illetve a telefonban Buttersnek adta ki magát és durván sértegette a fiú szüleit, akik emiatt később megverték Butterst (Jared HÍV-e). Eric a producerek között egészen nyilvánosan utal arra, hogy Adam Sandler igen csak tucatfilmeket készít.